# バド・グリーンスパン
バド・グリーンスパン（Bud Greenspan、1926年9月18日 - 2010年12月25日）は、アメリカ・ニューヨーク出身の映画監督・脚本家・プロデューサー。映画会社キャピー・プロダクション社長。

## 経歴
長野オリンピックの公式記録映画『名誉と栄光の物語』をはじめ、オリンピックの記録映画・番組を数多く製作していることで知られる。エミー賞を8回受賞している。
1985年、IOCのサマランチ会長からオリンピック勲章が贈られた。
2010年12月25日、ニューヨーク市の自宅でパーキンソン病による合併症のため死去。84歳没。

## 主な作品
- Jesse Owens Returns to Berlin (1966)
- Wilma (1977)
- Calgary '88: 16 Days of Glory (1989)
- Seoul '88: 16 Days of Glory (1989)
- Barcelona '92: 16 Days of Glory (1993)
- Lillehammer '94: 16 Days of Glory (1994)
- 100 Years of Olympic Glory (1996)
- Atlanta's Olympic Glory (1997)
- Nagano '98 Olympics: Bud Greenspan's Stories of Honor and Glory (1998)
- Sydney 2000 Olympics: Bud Greenspan's Gold from Down Under (2001)
- Salt Lake 2002: Stories of Olympic Glory (2003)

## 脚註
1. ↑  Olympic documentary filmmaker Bud Greenspan dies at 84 - ESPN 米国東部時間2010年12月26日21時08分更新